# Tỷ tỷ đạp gió rẽ sóng (mùa 1)
Tỷ tỷ đạp gió rẽ sóng (mùa 1) (tiếng Trung: 乘风破浪的姐姐; Hán-Việt: Thừa phong phá lãng đích tỷ tỷ; bính âm: Chéngfēngpòlàng De Jiějiě; hay còn gọi tắt là Đạp gió; tiếng Anh: Sisters Who Make Waves) là một chương trình truyền hình thực tế tuyển chọn nhóm nhạc nữ ngôi sao do Mango TV phát hành năm 2020. Chương trình mời 30 nữ nghệ sĩ đã ra mắt 30 tuổi trở lên, thông qua huấn luyện và thi đấu khép kín, cuối cùng do người xem bỏ phiếu chọn 7 nữ nghệ sĩ tạo thành nhóm nhạc nữ hoàn toàn mới. Chương trình do Huỳnh Hiểu Minh đóng vai trò người chứng kiến và được phát trên Kênh giải trí Hồ Nam và Mango TV vào 12 giờ trưa thứ Sáu hàng tuần từ ngày 12 tháng 6 năm 2020.

## Nhóm sản xuất
- Người chứng kiến: Huỳnh Hiểu Minh [3]
- Người quản lý: Đỗ Hoa[6]
- Giám đốc âm nhạc: Triệu Triệu
- Đạo diễn sân khấu: Trần Kỳ Nguyên
- Cố vấn: Hoắc Vấn Hi[7]
- Người cổ vũ: Ngụy Đại Huân (tham gia vào buổi công diễn thứ hai), Đỗ Hải Đào (tham gia vào buổi công diễn thứ tư)

## Thí sinh
| Thành viên     | Thành viên  | Thành viên        | Thành viên                     | Thành viên                     | Thành viên                     |
| Họ và tên      | Nơi sinh    | Ngày sinh         | Kết quả chung cuộc             | Kết quả chung cuộc             | Kết quả chung cuộc             |
| -------------- | ----------- | ----------------- | ------------------------------ | ------------------------------ | ------------------------------ |
| Ninh Tịnh      | Quý Châu    | 27 tháng 4, 1972  | Ra mắt thành công với X-SISTER | Ra mắt thành công với X-SISTER | Ra mắt thành công với X-SISTER |
| Vạn Thiến      | Hồ Nam      | 14 tháng 5, 1982  | Ra mắt thành công với X-SISTER | Ra mắt thành công với X-SISTER | Ra mắt thành công với X-SISTER |
| Lý Tư Đan Ny   | Tứ Xuyên    | 26 tháng 4, 1990  | Ra mắt thành công với X-SISTER | Ra mắt thành công với X-SISTER | Ra mắt thành công với X-SISTER |
| Trương Vũ Kỳ   | Sơn Đông    | 8 tháng 8, 1987   | Ra mắt thành công với X-SISTER | Ra mắt thành công với X-SISTER | Ra mắt thành công với X-SISTER |
| Úc Khả Duy     | Tứ Xuyên    | 23 tháng 10, 1983 | Ra mắt thành công với X-SISTER | Ra mắt thành công với X-SISTER | Ra mắt thành công với X-SISTER |
| Hoàng Linh     | Thượng Hải  | 13 tháng 2, 1987  | Ra mắt thành công với X-SISTER | Ra mắt thành công với X-SISTER | Ra mắt thành công với X-SISTER |
| Mạnh Giai      | Hồ Nam      | 3 tháng 2, 1990   | Loại (CD3)                     | Hồi sinh thành công (CD5)      | Ra mắt thành công với X-SISTER |
| Y Năng Tịnh    | Đài Loan    | 4 tháng 3, 1968   | Top 14                         | Top 14                         | Top 14                         |
| Trịnh Hy Di    | Thượng Hải  | 6 tháng 9, 1981   | Top 14                         | Top 14                         | Top 14                         |
| Vương Phi Phi  | Hải Nam     | 27 tháng 4, 1987  | Top 14                         | Top 14                         | Top 14                         |
| Trương Hàm Vận | Tứ Xuyên    | 9 tháng 4, 1989   | Top 14                         | Top 14                         | Top 14                         |
| Lam Doanh Oánh | Chiết Giang | 16 tháng 4, 1990  | Top 14                         | Top 14                         | Top 14                         |
| Kim Thần       | Sơn Đông    | 5 tháng 9, 1990   | Top 14                         | Top 14                         | Top 14                         |
| A Đóa          | Hồ Nam      | 17 tháng 4, 1978  | Loại (CD2)                     | Hồi sinh thành công (CD5)      | Top 14                         |
| Bạch Băng      | Thiểm Tây   | 2 tháng 5, 1986   | Loại (CD5)                     | Loại (CD5)                     | Loại (CD5)                     |
| Huỳnh Thánh Y  | Thượng Hải  | 11 tháng 2, 1983  | Loại (CD5)                     | Loại (CD5)                     | Loại (CD5)                     |
| Ngô Hân        | Liêu Ninh   | 29 tháng 1, 1983  | Loại (CD4)                     | Hồi sinh thất bại (CD5)        | Hồi sinh thất bại (CD5)        |
| Kim Sa         | Thượng Hải  | 14 tháng 3, 1983  | Loại (CD3)                     | Hồi sinh thất bại (CD5)        | Hồi sinh thất bại (CD5)        |
| Thẩm Mộng Thần | Hồ Nam      | 13 tháng 6, 1989  | Loại (CD2)                     | Hồi sinh thất bại (CD5)        | Hồi sinh thất bại (CD5)        |
| Chu Tịnh Tịch  | Vân Nam     | 18 tháng 4, 1988  | Loại (CD1)                     | Hồi sinh thất bại (CD5)        | Hồi sinh thất bại (CD5)        |
| Vương Trí      | Liêu Ninh   | 29 tháng 7, 1982  | Loại (CD1)                     | Hồi sinh thất bại (CD5)        | Hồi sinh thất bại (CD5)        |
| Viên Vịnh Lâm  | Hoa Kỳ      | 14 tháng 11, 1986 | Loại (CD4)                     | Loại (CD4)                     | Loại (CD4)                     |
| Trương Manh    | Thiên Tân   | 6 tháng 3, 1981   | Loại (CD4)                     | Loại (CD4)                     | Loại (CD4)                     |
| Vương Lệ Khôn  | Nội Mông    | 22 tháng 3, 1985  | Loại (CD3)                     | Loại (CD3)                     | Loại (CD3)                     |
| Đinh Đang      | Chiết Giang | 17 tháng 4, 1982  | Loại (CD2)                     | Loại (CD2)                     | Loại (CD2)                     |
| Chung Lệ Đề    | Canada      | 19 tháng 9, 1970  | Loại (CD2)                     | Loại (CD2)                     | Loại (CD2)                     |
| Trần Tùng Linh | Hồng Kông   | 21 tháng 1, 1971  | Loại (CD1)                     | Loại (CD1)                     | Loại (CD1)                     |
| Hải Lục        | Hà Nam      | 15 tháng 10, 1984 | Loại (CD1)                     | Loại (CD1)                     | Loại (CD1)                     |
| Lưu Vân        | Hồ Nam      | 26 tháng 12, 1982 | Loại (CD1)                     | Loại (CD1)                     | Loại (CD1)                     |
| Hứa Phi        | Cát Lâm     | 21 tháng 10, 1985 | Loại (CD1)                     | Loại (CD1)                     | Loại (CD1)                     |

## Nội dung chương trình

### Sân khấu đánh giá ban đầu
Trong tập đầu tiên, 30 chị em đã biểu diễn sân khấu đánh giá ban đầu cá nhân, và được ba người hướng dẫn chấm điểm: đặc điểm cá nhân và tiềm năng vào nhóm do Đỗ Hoa chấm, năng lực thể hiện thanh nhạc do Triệu Triệu chấm, và năng lực biểu diễn sân khấu do Trần Kỳ Nguyên chấm.
| Sân khấu đánh giá ban đầu | Sân khấu đánh giá ban đầu                     | Sân khấu đánh giá ban đầu                              | Sân khấu đánh giá ban đầu                              | Sân khấu đánh giá ban đầu                              | Sân khấu đánh giá ban đầu                              | Sân khấu đánh giá ban đầu                              | Sân khấu đánh giá ban đầu |
| Thành viên                | Ca khúc (Hát gốc)                             | Điểm sân khấu ban đầu (mỗi mục 25 điểm, tổng 100 điểm) | Điểm sân khấu ban đầu (mỗi mục 25 điểm, tổng 100 điểm) | Điểm sân khấu ban đầu (mỗi mục 25 điểm, tổng 100 điểm) | Điểm sân khấu ban đầu (mỗi mục 25 điểm, tổng 100 điểm) | Điểm sân khấu ban đầu (mỗi mục 25 điểm, tổng 100 điểm) | Phân nhóm                 |
| Thành viên                | Ca khúc (Hát gốc)                             | Đặc điểm cá nhân                                       | Năng lực thể hiện thanh nhạc                           | Tiềm năng vào nhóm                                     | Năng lực biểu diễn sân khấu                            | Tổng điểm                                              | Phân nhóm                 |
| ------------------------- | --------------------------------------------- | ------------------------------------------------------ | ------------------------------------------------------ | ------------------------------------------------------ | ------------------------------------------------------ | ------------------------------------------------------ | ------------------------- |
| Trần Tùng Linh            | Truyền thuyết sói đói (Trương Học Hữu)        | 17                                                     | 20                                                     | 16                                                     | 20                                                     | 73                                                     | Nhóm Vocal                |
| Bạch Băng                 | Tinh thần kỵ sĩ (Thái Y Lâm)                  | 21                                                     | 18                                                     | 22                                                     | 18                                                     | 79                                                     | Nhóm Dance                |
| Viên Vịnh Lâm             | Tình yêu đen trắng (Viên Vịnh Lâm)            | 20                                                     | 23                                                     | 20                                                     | 20                                                     | 83                                                     | Nhóm Dance                |
| Huỳnh Thánh Y             | Hạnh phúc của bản thân (Huỳnh Thánh Y)        | 23                                                     | 18                                                     | 24                                                     | 15                                                     | 80                                                     | Nhóm Dance                |
| Đinh Đang                 | Tôi là chú chim nho nhỏ (Triệu Truyền)        | 17                                                     | 23                                                     | 15                                                     | 20                                                     | 75                                                     | Nhóm Dance                |
| Kim Sa                    | Thiếu niên (Mộng Nhiên)                       | 18                                                     | 16                                                     | 18                                                     | 16                                                     | 68                                                     | Thẻ X                     |
| Kim Thần                  | Hello (Vương Phi Phi, Vương Gia Nhĩ)          | 21                                                     | 15                                                     | 22                                                     | 22                                                     | 80                                                     |                           |
| Lưu Vân                   | Drip (Mạnh Giai)                              | 20                                                     | 16                                                     | 20                                                     | 18                                                     | 74                                                     | Nhóm Dance                |
| Vương Lệ Khôn             | Chúng ta không ở bên nhau (Lưu Nhược Anh      | 19                                                     | 20                                                     | 18                                                     | 15                                                     | 72                                                     | Nhóm Dance                |
| Hải Lục                   | Nói yêu anh (Thái Y Lâm)                      | 18                                                     | 16                                                     | 18                                                     | 16                                                     | 68                                                     | Thẻ X                     |
| Chung Lệ Đề               | Dancing Diva (Thái Y Lâm)                     | 19                                                     | 23                                                     | 20                                                     | 16                                                     | 78                                                     |                           |
| Lam Doanh Oánh            | Đừng đến làm phiền tôi (Thái Kiện Nhã)        | 23                                                     | 22                                                     | 24                                                     | 22                                                     | 91                                                     | Nhóm Dance                |
| Hoàng Linh                | Mang chủng (Triệu Phương Tịnh)                | 23                                                     | 23                                                     | 22                                                     | 21                                                     | 89                                                     |                           |
| Trương Vũ Kỳ              | Hồi ức màu hồng phấn (Hàn Bảo Nghi)           | 18                                                     | 22                                                     | 16                                                     | 16                                                     | 72                                                     | Thẻ X                     |
| Hứa Phi                   | Không nổi tiếng (Hứa Phi)                     | 21                                                     | 19                                                     | 17                                                     | 18                                                     | 75                                                     | Thẻ X                     |
| Chu Tịnh Tịch             | Cure (Chu Tịnh Tịch)                          | 18                                                     | 20                                                     | 17                                                     | 21                                                     | 76                                                     | Nhóm Vocal                |
| Vương Trí                 | Đao kiếm như mộng (Châu Hoa Kiện)             | 17                                                     | 14                                                     | 17                                                     | 18                                                     | 66                                                     | Thẻ X                     |
| A Đóa                     | Bài ca giả dối (A Đóa)                        | 20                                                     | 23                                                     | 18                                                     | 18                                                     | 79                                                     |                           |
| Úc Khả Duy                | Trốn tránh (Úc Khả Duy)                       | 21                                                     | 24                                                     | 19                                                     | 21                                                     | 85                                                     |                           |
| Thẩm Mộng THần            | Tiểu thư e thẹn (Liễu Hàn Nhã)                | 23                                                     | 19                                                     | 21                                                     | 23                                                     | 86                                                     |                           |
| Trương Manh               | Nguyện cùng người dài lâu (Đặng Lệ Quân)      | 20                                                     | 20                                                     | 18                                                     | 19                                                     | 77                                                     |                           |
| Vạn Thiến                 | Kính trọng anh (Hứa Phi)                      | 20                                                     | 20                                                     | 20                                                     | 17                                                     | 77                                                     |                           |
| Ninh Tịnh                 | Bờ biển trao nhau nụ hôn tạm biệt (Ninh Tịnh) | 22                                                     | 23                                                     | 19                                                     | 20                                                     | 84                                                     |                           |
| Lý Tư Đan Ni              | Kẻ dây dưa (Lý Tư Đan Ni)                     | 23                                                     | 18                                                     | 23                                                     | 23                                                     | 87                                                     |                           |
| Mạnh Giai                 | Drip (Mạnh Giai)                              | 23                                                     | 20                                                     | 22                                                     | 22                                                     | 87                                                     | Nhóm Dance                |
| Vương Phi Phi             | Hello (Vương Phi Phi, Vương Gia Nhĩ)          | 23                                                     | 18                                                     | 23                                                     | 20                                                     | 84                                                     | Nhóm Dance                |
| Trịnh Hi Di               | Bad Boy (Trương Huệ Muội)                     | 21                                                     | 22                                                     | 20                                                     | 21                                                     | 84                                                     |                           |
| Y Năng Tịnh               | Anh nói muốn em yêu anh (Y Năng Tịnh)         | 18                                                     | 22                                                     | 17                                                     | 17                                                     | 74                                                     |                           |
| Trương Hàm Vận            | Wonderful U (Giang Hải Ca)                    | 20                                                     | 22                                                     | 19                                                     | 18                                                     | 79                                                     |                           |
| Ngô Hân                   | Yêu (Tiểu Hổ Đội)                             | 20                                                     | 15                                                     | 19                                                     | 20                                                     | 74                                                     |                           |

### Vòng công diễn thứ nhất
Sau khi kết thúc sân khấu đánh giá ban đầu, các chị em dựa vào thứ tự tổng điểm lựa chọn chia nhóm, nhóm Vocal có "Lan hoa thảo", "Mở ra cánh cửa thế giới", "Beautiful Love", nhóm Dance có "Bát mỳ lớn", "Everybody", "Tình yêu không thể có được". Ngày đầu tiên các nhóm luyện tập, căn cứ kết quả đánh giá, quyết định thứ tự biểu diễn lúc công diễn, nhóm có kết quả đánh giá tốt hơn trong nhóm 3 người, 5 người, 7 người có quyền quyết định biểu diễn trước hay sau. Lúc công diễn, tại trường quay có 500 người xem đều là nữ bỏ phiếu lựa chọn giữa hai nhóm có cùng số người, nhóm thắng toàn bộ thăng cấp, 6 người trong nhóm thua có số phiếu yêu thích cá nhân ít nhất tạm thời rời khỏi cuộc thi, cuối cùng, Vương Trí (nhóm "Mở ra cánh cửa thế giới"), Trần Tùng Linh, Chu Tịnh Tịch, Hải Lục (nhóm "Beautiful Love"), Lưu Vân, Hứa Phi (nhóm "Everybody") bị loại.
| Vòng công diễn thứ nhất                                                                                       | Vòng công diễn thứ nhất                 | Vòng công diễn thứ nhất | Vòng công diễn thứ nhất | Vòng công diễn thứ nhất   | Vòng công diễn thứ nhất |
| Thứ tự | Bài hát biểu diễn (Hát gốc)             | Thành viên              | Số phiếu nhóm           | Độ yêu thích của khán giả | Kết quả                 |
| --- | --------------------------------------- | ----------------------- | ----------------------- | ------------------------- | ----------------------- |
| Show mở màn 30 người "Muộn phiền của ngày mai cứ để ngày mai - Phiên bản đạp gió rẽ sóng" (Hát gốc: Mr. Miss) |                                         |                         |                         |                           |                         |
| 1 | Lan hoa thảo (Ngân Hà)                  | Ninh Tịnh               | 408 (Nhóm an toàn)      | 106                       | Thăng cấp               |
| 1 | Lan hoa thảo (Ngân Hà)                  | Viên Vịnh Lâm           | 408 (Nhóm an toàn)      | 52                        | Thăng cấp               |
| 1 | Lan hoa thảo (Ngân Hà)                  | A Đóa                   | 408 (Nhóm an toàn)      | 42                        | Thăng cấp               |
| 2 | Mở ra cánh cửa thế giới (Dương Nãi Văn) | Y Năng Tịnh             | 91 (Nhóm nguy hiểm)     | 48                        | Thăng cấp               |
| 2 | Mở ra cánh cửa thế giới (Dương Nãi Văn) | Vương Lệ Khôn           | 91 (Nhóm nguy hiểm)     | 40                        | Thăng cấp               |
| 2 | Mở ra cánh cửa thế giới (Dương Nãi Văn) | Vương Trí               | 91 (Nhóm nguy hiểm)     | Chưa công bố              | Bị loại                 |
| 3 | Beautiful love (Thái Kiện Nhã)          | Vạn Thiến               | 94 (Nhóm nguy hiểm)     | 131                       | Thăng cấp               |
| 3 | Beautiful love (Thái Kiện Nhã)          | Trần Tùng Linh          | 94 (Nhóm nguy hiểm)     | 30                        | Bị loại                 |
| 3 | Beautiful love (Thái Kiện Nhã)          | Chu Tịnh Tịch           | 94 (Nhóm nguy hiểm)     | 30                        | Bị loại                 |
| 3 | Beautiful love (Thái Kiện Nhã)          | Kim Sa                  | 94 (Nhóm nguy hiểm)     | 34                        | Thăng cấp               |
| 3 | Beautiful love (Thái Kiện Nhã)          | Hải Lục                 | 94 (Nhóm nguy hiểm)     | 24                        | Bị loại                 |
| 4 | Tình yêu không thể có được (Diêu Lỵ)    | Lam Doanh Oánh          | 402 (Nhóm an toàn)      | 63                        | Thăng cấp               |
| 4 | Tình yêu không thể có được (Diêu Lỵ)    | Hoàng Linh              | 402 (Nhóm an toàn)      | 33                        | Thăng cấp               |
| 4 | Tình yêu không thể có được (Diêu Lỵ)    | Trịnh Hi Di             | 402 (Nhóm an toàn)      | 39                        | Thăng cấp               |
| 4 | Tình yêu không thể có được (Diêu Lỵ)    | Bạch Băng               | 402 (Nhóm an toàn)      | 45                        | Thăng cấp               |
| 4 | Tình yêu không thể có được (Diêu Lỵ)    | Chung Lệ Đề             | 402 (Nhóm an toàn)      | 46                        | Thăng cấp               |
| 5 | Everybody (NEW PANTS)                   | Lưu Vân                 | 178 (Nhóm nguy hiểm)    | Chưa công bố              | Bị loại                 |
| 5 | Everybody (NEW PANTS)                   | Ngô Hân                 | 178 (Nhóm nguy hiểm)    | 36                        | Thăng cấp               |
| 5 | Everybody (NEW PANTS)                   | Hứa Phi                 | 178 (Nhóm nguy hiểm)    | Chưa công bố              | Bị loại                 |
| 5 | Everybody (NEW PANTS)                   | Đinh Đang               | 178 (Nhóm nguy hiểm)    | 44                        | Thăng cấp               |
| 5 | Everybody (NEW PANTS)                   | Huỳnh Thánh Y           | 178 (Nhóm nguy hiểm)    | 54                        | Thăng cấp               |
| 5 | Everybody (NEW PANTS)                   | Trương Vũ Kỳ            | 178 (Nhóm nguy hiểm)    | 68                        | Thăng cấp               |
| 5 | Everybody (NEW PANTS)                   | Trương Manh             | 178 (Nhóm nguy hiểm)    | 38                        | Thăng cấp               |
| 6 | Bát mỳ lớn (Ngô Diệc Phàm)              | Lý Tư Đan Ni            | 311 (Nhóm an toàn)      | 60                        | Thăng cấp               |
| 6 | Bát mỳ lớn (Ngô Diệc Phàm)              | Mạnh Giai               | 311 (Nhóm an toàn)      | 45                        | Thăng cấp               |
| 6 | Bát mỳ lớn (Ngô Diệc Phàm)              | Thẩm Mộng Thần          | 311 (Nhóm an toàn)      | 57                        | Thăng cấp               |
| 6 | Bát mỳ lớn (Ngô Diệc Phàm)              | Úc Khả Duy              | 311 (Nhóm an toàn)      | 85                        | Thăng cấp               |
| 6 | Bát mỳ lớn (Ngô Diệc Phàm)              | Vương Phi Phi           | 311 (Nhóm an toàn)      | 70                        | Thăng cấp               |
| 6 | Bát mỳ lớn (Ngô Diệc Phàm)              | Kim Thần                | 311 (Nhóm an toàn)      | 62                        | Thăng cấp               |
| 6 | Bát mỳ lớn (Ngô Diệc Phàm)              | Trương Hàm Vận          | 311 (Nhóm an toàn)      | 29                        | Thăng cấp               |

### Vòng công diễn thứ hai
Sau vòng công diễn đầu tiên, những người được thăng cấp thông qua cách tự chọn và chọn lẫn nhau, chia thành 8 nhóm 3 người, sau đó căn cứ tổng số phiếu yêu thích của người xem trong buổi công diễn thứ nhất của các thành viên trong nhóm để quyết định thứ tự chọn ca khúc biểu diễn. Ngày thứ hai sau khi các nhóm luyện tập, căn cứ kết quả đánh giá PK hai nhóm để quyết định thứ tự công diễn. Thành viên của ba nhóm có số phiếu thứ hạng cao nhất trong buổi công diễn tất cả thăng cấp, 4 người có thứ hạng yêu thích cá nhân của người xem thấp nhất trong các nhóm còn lại tạm thời rời khỏi cuộc thi.
| Vòng công diễn thứ hai | Vòng công diễn thứ hai                               | Vòng công diễn thứ hai | Vòng công diễn thứ hai | Vòng công diễn thứ hai    | Vòng công diễn thứ hai |
| Thứ tự | Bài hát biểu diễn (Hát gốc)                          | Thành viên             | Số phiếu nhóm          | Độ yêu thích của khán giả | Kết quả                |
| --- | ---------------------------------------------------- | ---------------------- | ---------------------- | ------------------------- | ---------------------- |
| Show mở màn "Sao tôi lại đẹp thế này" (Hát gốc: Đại Trương Vỹ) Huỳnh Thánh Y, Trương Vũ Kỳ, Đinh Đang, Viên Vịnh Lâm, Vương Phi Phi, Trịnh Hy Di, Mạnh Giai, Lam Doanh Oánh |                                                      |                        |                        |                           |                        |
| 1 | Ai quan tâm đó là bài gì (Phạm Hiểu Huyên)           | Trương Vũ Kỳ (L)       | 433                    | 113                       | Thăng cấp              |
| 1 | Ai quan tâm đó là bài gì (Phạm Hiểu Huyên)           | Vương Lệ Khôn          | 433                    | 75                        | Thăng cấp              |
| 1 | Ai quan tâm đó là bài gì (Phạm Hiểu Huyên)           | Lý Tư Đan Ni           | 433                    | 55                        | Thăng cấp              |
| 2 | Vì chúng ta có thể cảm nhận được nỗi đau (Tizzy Bac) | Mạnh Giai (L)          | 386                    | 32                        | Thăng cấp              |
| 2 | Vì chúng ta có thể cảm nhận được nỗi đau (Tizzy Bac) | Trương Hàm Vận         | 386                    | 50                        | Thăng cấp              |
| 2 | Vì chúng ta có thể cảm nhận được nỗi đau (Tizzy Bac) | Kim Thần               | 386                    | 91                        | Thăng cấp              |
| 3 | Động vật bị thương sau khi yêu (Trương Huệ Muội)     | Viên Vịnh Lâm (L)      | 291                    | 80                        | Thăng cấp              |
| 3 | Động vật bị thương sau khi yêu (Trương Huệ Muội)     | Chung Lệ Đề            | 291                    | Bị loại                   | Bị loại                |
| 3 | Động vật bị thương sau khi yêu (Trương Huệ Muội)     | A Đóa                  | 291                    | Bị loại                   | Bị loại                |
| 4 | Ngưỡng thế nhi lai (A Tứ)                            | Đinh Đang (L)          | 289                    | Bị loại                   | Bị loại                |
| 4 | Ngưỡng thế nhi lai (A Tứ)                            | Kim Sa                 | 289                    | 43                        | Thăng cấp              |
| 4 | Ngưỡng thế nhi lai (A Tứ)                            | Bạch Băng              | 289                    | 39                        | Thăng cấp              |
| 5 | Nữ hài và tứ tấu (Đinh Vi)                           | Huỳnh Thánh Y (L)      | 348                    | 42                        | Thăng cấp              |
| 5 | Nữ hài và tứ tấu (Đinh Vi)                           | Y Năng Tịnh            | 348                    | 63                        | Thăng cấp              |
| 5 | Nữ hài và tứ tấu (Đinh Vi)                           | Trương Manh            | 348                    | 43                        | Thăng cấp              |
| 6 | Flow (Phương Đại Đồng ft. Vương Lực Hoành)           | Ninh Tịnh (L)          | 420                    | 142                       | Thăng cấp              |
| 6 | Flow (Phương Đại Đồng ft. Vương Lực Hoành)           | Trịnh Hi Di            | 420                    | 40                        | Thăng cấp              |
| 6 | Flow (Phương Đại Đồng ft. Vương Lực Hoành)           | Úc Khả Duy             | 420                    | 84                        | Thăng cấp              |
| 7 | Chạy đến với anh bằng tất cả của em (Chu Bút Sướng)  | Lam Doanh Oánh (L)     | 367                    | 63                        | Thăng cấp              |
| 7 | Chạy đến với anh bằng tất cả của em (Chu Bút Sướng)  | Ngô Hân                | 367                    | 69                        | Thăng cấp              |
| 7 | Chạy đến với anh bằng tất cả của em (Chu Bút Sướng)  | Hoàng Linh             | 367                    | 47                        | Thăng cấp              |
| 8 | Manta (Lưu Bách Tân)                                 | Vương Phi Phi (L)      | 382                    | 52                        | Thăng cấp              |
| 8 | Manta (Lưu Bách Tân)                                 | Vạn Thiến              | 382                    | 140                       | Thăng cấp              |
| 8 | Manta (Lưu Bách Tân)                                 | Thẩm Mộng Thần         | 382                    | Bị loại                   | Bị loại                |
| (L) là nhóm trưởng (Leader) |                                                      |                        |                        |                           |                        |

### Vòng công diễn thứ ba
Sau vòng công diễn thứ hai, ba người có mức độ yêu thích của người xem cao nhất và đội trưởng nhóm an toàn của vòng trước trở thành đội trưởng của 4 nhóm trong vòng này, vòng công diễn này chia thành 4 nhóm 5 người. Đồng thời trong vòng công diễn này có thêm phần thi đấu cá nhân, mỗi nhóm cử một người đại diện tham gia, kết quả đấu cá nhân cộng với đấu nhóm để quyết định xếp hạng cuối cùng.
| Vòng công diễn thứ ba | Vòng công diễn thứ ba                                                                 | Vòng công diễn thứ ba | Vòng công diễn thứ ba | Vòng công diễn thứ ba | Vòng công diễn thứ ba | Vòng công diễn thứ ba     | Vòng công diễn thứ ba |
| Thứ tự | Bài hát biểu diễn (Hát gốc)                                                           | Thành viên            | Số phiếu đấu nhóm     | Số phiếu đấu cá nhân  | Tổng số phiếu         | Độ yêu thích của khán giả | Kết quả               |
| --- | ------------------------------------------------------------------------------------- | --------------------- | --------------------- | --------------------- | --------------------- | ------------------------- | --------------------- |
| Thi đấu cá nhân - "Chị gái vô giá" (Ca khúc chủ đề của chương trình, hát gốc: Lý Vũ Xuân) Mạnh Giai, Vương Phi Phi, Lý Tư Đan Ni, Trương Hàm Vận |                                                                                       |                       |                       |                       |                       |                           |                       |
| 1 | Gentlewoman (A Lin)                                                                   | Vạn Thiến (L)         | 417                   | 145                   | 562                   |                           | Thăng cấp             |
| 1 | Gentlewoman (A Lin)                                                                   | Kim Thần              | 417                   | 145                   | 562                   |                           | Thăng cấp             |
| 1 | Gentlewoman (A Lin)                                                                   | Lý Tư Đan Ni          | 417                   | 145                   | 562                   |                           | Thăng cấp             |
| 1 | Gentlewoman (A Lin)                                                                   | Viên Vịnh Lâm         | 417                   | 145                   | 562                   |                           | Thăng cấp             |
| 1 | Gentlewoman (A Lin)                                                                   | Hoàng Linh            | 417                   | 145                   | 562                   |                           | Thăng cấp             |
| 2 | Nhịp điệu cầu vồng (Dịch Ngôn, Phì Tạo Khuẩn, Triệu Phương Tịnh, Âm Khuyết Thi Thính) | Trương Vũ Kỳ (L)      | 210                   | 147                   | 357                   |                           | Thăng cấp             |
| 2 | Nhịp điệu cầu vồng (Dịch Ngôn, Phì Tạo Khuẩn, Triệu Phương Tịnh, Âm Khuyết Thi Thính) | Trương Hàm Vận        | 210                   | 147                   | 357                   |                           | Thăng cấp             |
| 2 | Nhịp điệu cầu vồng (Dịch Ngôn, Phì Tạo Khuẩn, Triệu Phương Tịnh, Âm Khuyết Thi Thính) | Kim Sa                | 210                   | 147                   | 357                   |                           | Bị loại               |
| 2 | Nhịp điệu cầu vồng (Dịch Ngôn, Phì Tạo Khuẩn, Triệu Phương Tịnh, Âm Khuyết Thi Thính) | Lam Doanh Oánh        | 210                   | 147                   | 357                   |                           | Thăng cấp             |
| 2 | Nhịp điệu cầu vồng (Dịch Ngôn, Phì Tạo Khuẩn, Triệu Phương Tịnh, Âm Khuyết Thi Thính) | Y Năng Tịnh           | 210                   | 147                   | 357                   |                           | Thăng cấp             |
| 3 | Hoa dạng niên hoa (Lương Triều Vĩ, Ngô Ân Kỳ)                                         | Mạnh Giai (L)         | 262                   | 78                    | 340                   |                           | Bị loại               |
| 3 | Hoa dạng niên hoa (Lương Triều Vĩ, Ngô Ân Kỳ)                                         | Ngô Hân               | 262                   | 78                    | 340                   |                           | Thăng cấp             |
| 3 | Hoa dạng niên hoa (Lương Triều Vĩ, Ngô Ân Kỳ)                                         | Trịnh Hi Di           | 262                   | 78                    | 340                   |                           | Thăng cấp             |
| 3 | Hoa dạng niên hoa (Lương Triều Vĩ, Ngô Ân Kỳ)                                         | Trương Manh           | 262                   | 78                    | 340                   |                           | Thăng cấp             |
| 3 | Hoa dạng niên hoa (Lương Triều Vĩ, Ngô Ân Kỳ)                                         | Huỳnh Thánh Y         | 262                   | 78                    | 340                   |                           | Thăng cấp             |
| 4 | Người đẹp ngang tàng (Vương Tử Ngọc)                                                  | Ninh Tịnh (L)         | 419                   | 125                   | 544                   |                           | Thăng cấp             |
| 4 | Người đẹp ngang tàng (Vương Tử Ngọc)                                                  | Bạch Băng             | 419                   | 125                   | 544                   |                           | Thăng cấp             |
| 4 | Người đẹp ngang tàng (Vương Tử Ngọc)                                                  | Úc Khả Duy            | 419                   | 125                   | 544                   |                           | Thăng cấp             |
| 4 | Người đẹp ngang tàng (Vương Tử Ngọc)                                                  | Vương Phi Phi         | 419                   | 125                   | 544                   |                           | Thăng cấp             |
| 4 | Người đẹp ngang tàng (Vương Tử Ngọc)                                                  | Vương Lệ Khôn         | 419                   | 125                   | 544                   |                           | Bị loại               |
| (L) là nhóm trưởng (Leader) |                                                                                       |                       |                       |                       |                       |                           |                       |

### Vòng công diễn thứ tư
Ở vòng công diễn thứ tư, các chị đẹp được phân vào hai nhóm 5 và một nhóm 7. Đội hình các nhóm hầu như là được giữ nguyên. Đội Vạn Thiên có đặc quyền được chọn đội hình đầu tiên, do cả đội đã thắng vòng công diễn trước đó. Họ đã quyết định giữ nguyên đội hình trong vòng này. Lam Doanh Oánh đã sang đội của Bạch Băng (trước đó đội trưởng là Ninh Tịnh) để thay thế cho Vương Lệ Khôn. Các chị đẹp còn lại đã được chọn vào nhóm 7 người, với đội trưởng là Trương Vũ Kỳ.
Vòng công diễn này được chia ra thành hai phần, mội phần trình diễn riêng của đội và một phần kết hợp với ban nhạc New Pants.
| Vòng công diễn thứ tư | Vòng công diễn thứ tư | Vòng công diễn thứ tư | Vòng công diễn thứ tư |
| --------------------- | --------------------- | --------------------- | --------------------- |
| Thứ tự biểu diễn      |                       |                       |                       |
| 1                     |                       |                       |                       |
|                       |                       |                       |                       |
|                       |                       |                       |                       |